# Arcidiocesi di Onitsha
L'arcidiocesi di Onitsha (in latino: Archidioecesis Onitshana) è una sede metropolitana della Chiesa cattolica in Nigeria. Nel 2023 contava 1.857.060 battezzati su 2.203.820 abitanti. È retta dall'arcivescovo Valerian Okeke.

## Territorio
L'arcidiocesi si trova nel sud della Nigeria e comprende parte dello stato di Anambra.
Sede arcivescovile è la città di Onitsha, dove si trova la cattedrale della Santissima Trinità.
Il territorio è suddiviso in 126 parrocchie.

## Storia
La prefettura apostolica del Niger inferiore fu eretta il 25 luglio 1889, con il decreto Ad fovendam magis di Propaganda Fide, ricavandone il territorio dal vicariato apostolico delle Due Guinee (oggi arcidiocesi di Libreville).
Il 16 aprile 1920 in forza del breve Quae catholico di papa Benedetto XV la prefettura apostolica fu elevata a vicariato apostolico della Nigeria Meridionale.
Per i bisogni della nascente comunità cristiana locale, il vicario apostolico Shanahan, spiritano di origine irlandese, fondò in patria la Società di San Patrizio per le missioni estere e le Suore missionarie di Nostra Signora del Santo Rosario.
Il 9 luglio 1934 in forza della bolla Ad enascentis di papa Pio XI cedette alcune porzioni di territorio a vantaggio dell'erezione delle prefetture apostoliche di Benue (oggi diocesi di Makurdi) e di Calabar (oggi arcidiocesi), e contestualmente assunse il nome di vicariato apostolico di Onitsha-Owerri.
Il 12 febbraio 1948 il vicariato fu suddiviso nei vicariati apostolici di Onitsha e di Owerri (oggi arcidiocesi).
Il 18 aprile 1950 il vicariato apostolico di Onitsha è stato elevato al rango di arcidiocesi metropolitana con la bolla Laeto accepimus di papa Pio XII. Le furono inizialmente assegnate come suffraganee le diocesi di Owerri, di Calabar e di Buéa; quest'ultima entrò nella provincia ecclesiastica dell'arcidiocesi di Yaoundé il 5 giugno 1962.
Successivamente l'arcidiocesi ha ceduto porzioni del suo territorio a vantaggio dell'erezione di diocesi suffraganee:
- la diocesi di Enugu il 12 novembre 1962;
- la diocesi di Awka il 10 novembre 1977;
- la diocesi di Nnewi il 9 novembre 2001;
- la diocesi di Aguleri il 12 febbraio 2023.

## Cronotassi dei vescovi
Si omettono i periodi di sede vacante non superiori ai 2 anni o non storicamente accertati.
- Joseph Émile Lutz, C.S.Sp. † (7 aprile 1889 - 17 aprile 1895 deceduto)
- Joseph-Marie Reling, C.S.Sp. † (settembre 1896 - 4 luglio 1898 dimesso)
- René-Alexis Pawlas, C.S.Sp. † (21 dicembre 1898 - 15 marzo 1900 deceduto)
- Léon-Alexander Lejeune, C.S.Sp. † (23 maggio 1900 - 5 settembre 1905 deceduto)
- Joseph Ignatius Shanahan, C.S.Sp. † (20 settembre 1905 - 21 maggio 1931 dimesso)
- Charles Heerey, C.S.Sp. † (21 maggio 1931 succeduto - 6 febbraio[2] 1967 deceduto)
- Francis Arinze (26 giugno 1967 - 9 marzo 1985 dimesso)
- Stephen Nweke Ezeanya † (9 marzo 1985 - 25 febbraio 1995 ritirato)
- Albert Kanene Obiefuna † (25 febbraio 1995 - 1º settembre 2003 dimesso)
- Valerian Okeke, dal 1º settembre 2003

## Statistiche
L'arcidiocesi nel 2023 su una popolazione di 2.203.820 persone contava 1.857.060 battezzati, corrispondenti all'84,3% del totale.
| anno | popolazione | popolazione | popolazione | presbiteri | presbiteri | presbiteri | presbiteri                | diaconi | religiosi | religiosi | parrocchie |
| anno | battezzati  | totale      | %           | numero     | secolari   | regolari   | battezzati per presbitero | diaconi | uomini    | donne     | parrocchie |
| ---- | ----------- | ----------- | ----------- | ---------- | ---------- | ---------- | ------------------------- | ------- | --------- | --------- | ---------- |
| 1950 | 139.390     | 1.250.000   | 11,2        | 111        | 58         | 53         | 1.255                     |         |           | 40        |            |
| 1970 | 380.000     | 1.291.800   | 29,4        | 50         | 35         | 15         | 7.600                     |         | 15        | 43        | 4          |
| 1980 | 375.000     | 960.000     | 39,1        | 63         | 50         | 13         | 5.952                     |         | 38        | 91        | 34         |
| 1990 | 754.498     | 1.174.744   | 64,2        | 137        | 111        | 26         | 5.507                     |         | 82        | 228       | 66         |
| 1999 | 1.426.559   | 2.173.536   | 65,6        | 293        | 256        | 37         | 4.868                     |         | 116       | 357       | 111        |
| 2000 | 1.543.213   | 2.260.209   | 68,3        | 280        | 243        | 37         | 5.511                     |         | 128       | 449       | 113        |
| 2001 | ?           | 1.558.714   | ?           | 290        | 267        | 23         | ?                         |         | 132       | 436       | 68         |
| 2002 | 1.072.127   | 1.608.190   | 66,7        | 265        | 243        | 22         | 4.045                     |         | 77        | 412       | 75         |
| 2003 | 1.094.873   | 1.648.395   | 66,4        | 289        | 261        | 28         | 3.788                     |         | 109       | 420       | 77         |
| 2004 | 1.373.660   | 2.060.490   | 66,7        | 299        | 265        | 34         | 4.594                     |         | 119       | 410       | 85         |
| 2013 | 1.761.000   | 2.642.000   | 66,7        | 336        | 304        | 32         | 5.241                     |         | 133       | 597       | 151        |
| 2016 | 1.913.423   | 2.870.133   | 66,7        | 367        | 340        | 27         | 5.213                     |         | 153       | 569       | 160        |
| 2019 | 2.141.900   | 3.142.460   | 68,2        | 512        | 471        | 41         | 4.183                     |         | 129       | 702       | 183        |
| 2021 | 2.133.231   | 4.266.462   | 50,0        | 397        | 360        | 37         | 5.373                     |         | 132       | 633       | 184        |
| 2023 | 2.215.025   | 4.060.880   | 54,5        | 548        | 528        | 20         | 4.042                     |         | 84        | 702       | 189        |
| 2023 | 1.857.060   | 2.203.820   | 84,3        | 428        | 415        | 13         | 4.338                     |         | 78        | 392       | 126        |